# (8947) Mizutani
(8947) Mizutani est un astéroïde de la ceinture principale.

## Description
(8947) Mizutani est un astéroïde de la ceinture principale. Il fut découvert le 14 février 1997 à Ōizumi par Takao Kobayashi. Il présente une orbite caractérisée par un demi-grand axe de 2,76 UA, une excentricité de 0,21 et une inclinaison de 8,8° par rapport à l'écliptique.

## Compléments